# Brotherella falcatula
Brotherella falcatula là một loài rêu trong họ Sematophyllaceae. Loài này được Broth. mô tả khoa học đầu tiên năm 1929.